# Vírus Epstein–Barr
O Vírus Epstein–Barr (VEB), também chamado herpesvírus humano 4 (HHV-4), é um vírus da família da herpes, é um dos vírus mais comuns em humanos, cuja infecção ocorre pela transferência oral de saliva.
É mais conhecido como a causa da mononucleose infecciosa (febre glandular). Também está associada com determinadas formas de câncer, como o linfoma de Hodgkin, linfoma de Burkitt, carcinoma de nasofaringe e condições associadas com o vírus da imunodeficiência humana (HIV), tais como leucoplasia pilosa e linfomas do sistema nervoso central. Há evidências de que a infecção com o vírus está associado com um maior risco de certas doenças auto-imunes, em especial a dermatomiosite, lúpus eritematoso sistêmico, artrite reumatoide, síndrome de Sjögren e esclerose múltipla.
A maioria das pessoas são infectadas com VEB e ganham imunidade adaptativa. Nos Estados Unidos, cerca de metade de todas as crianças de cinco anos de idade e de 90 a 95 por cento dos adultos têm evidências de infecções anteriores. Crianças tornam-se suscetíveis ao VEB, assim como a proteção de anticorpos maternos desaparecem. Muitas crianças são infectadas com o vírus, e essas infecções normalmente não causam sintomas ou são indistinguíveis das outras infecções amenas, breves doenças da infância. Nos Estados Unidos e outros países desenvolvidos, muitas pessoas não estão infectadas com VEB em seus anos de infância. Quando ocorre a infecção com o vírus durante a adolescência ou nos anos de juventude, provoca-se a mononucleose infecciosa de 35 a 50 por cento das vezes.
VEB infecta as células B do sistema imunológico e células epiteliais. Uma vez que a infecção lítica inicial do vírus está sob controle, o vírus latente persiste nas células B do indivíduo para o resto da vida.

## Virologia

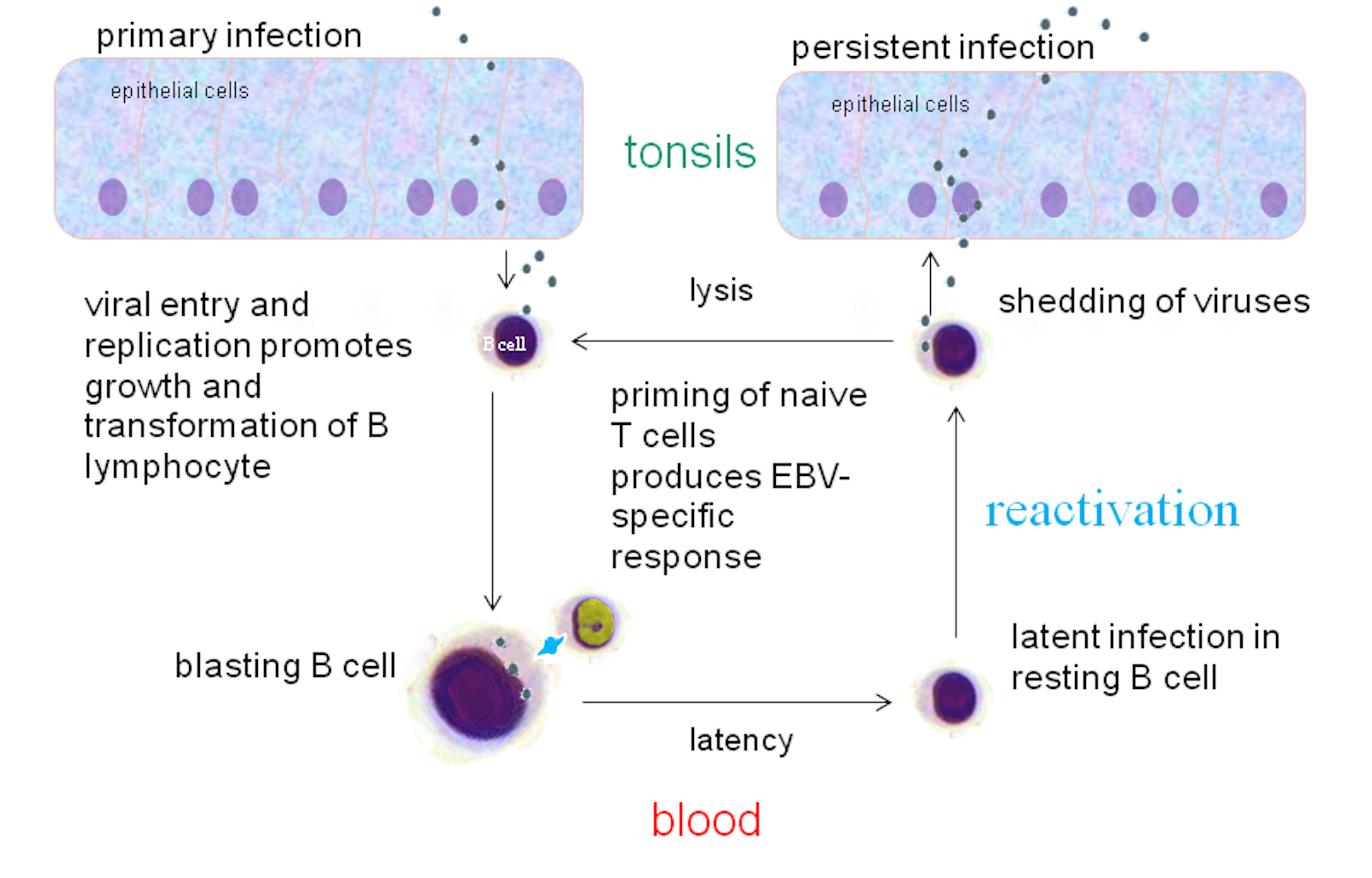
O ciclo de replicação de VEB

Uma partícula viral madura de VEB tem um diâmetro de cerca de 120 nm a 180 nm. É composto de uma cadeia dupla, o genoma de DNA linear fechado por uma proteína da cápside. A cápside está rodeada por uma proteína do tegumento, que por sua vez está rodeado por um envelope lipídico. O genoma do VEB é de cerca de 192 mil pares de bases de comprimento e contém cerca de 85 genes. O envelope viral é incorporado com glicoproteínas essenciais para a entrada do vírus na célula.
Em animais de laboratório e em ensaios de 2000, foi mostrado que tanto o antagonismo de inibição do crescimento mediado por AR e promoção da proliferação LCL foram eficientemente revertidos pelos receptores de glucocorticoide (GR) antagonista de RU486. O transcriptoma e epigenoma do vírus Epstein–Barr têm sido extensivamente mapeados.

## Papel na doença
VEB tem sido implicado em várias doenças que incluem a mononucleose infecciosa, linfoma de Burkitt, linfoma de Hodgkin, carcinoma da nasofaringe, esclerose múltipla, e granulomatose linfomatóide.
O vírus do Epstein–Barr também tem sido implicado em desordens relacionadas com a agregação de alfa-sinucleína (por exemplo, doença de Parkinson, demência com corpos de Lewy e atrofia de múltiplos sistemas).

## História
O vírus Epstein–Barr foi nomeado em homenagem a Michael Anthony Epstein, professor emérito da Universidade de Bristol e Yvonne Barr (nascida em 1932, em Londres), graduada pela Universidade de Londres, em 1966, com um Ph.D, que descobriu e documentou o vírus. Em 1961, Epstein, um patologista e especialista microscopista eletrônico, participou de uma palestra sobre "Câncer Infantil comum na África Tropical—A Síndrome Até agora não reconhecida". Esta palestra, de Denis Parsons Burkitt, um cirurgião que trabalhava em Uganda, foi a descrição da "variante endêmica" (forma infantil) da doença que leva seu nome. Em 1963, um exemplar foi enviado de Uganda para Middlesex Hospital para ser cultivada. As partículas dos vírus foram identificadas em células cultivadas, e os resultados foram publicados no The Lancet, em 1964 por Epstein, Bert Achong, e Barr. As linhas celulares foram enviados para Werner e Gertrude Henle no Children's Hospital of Philadelphia, que desenvolveu marcadores sorológicos. Em 1967, um técnico de laboratório desenvolvidos na sua mononucleose e eles foram capazes de comparar uma amostra de soro armazenado, que mostra que os anticorpos contra o vírus desenvolvido. Em 1967, um técnico na seu laboratório desenvolveu mononucleose e eles foram capazes de comparar uma amostra de soro armazenado, que mostrou os anticorpos contra o vírus desenvolvido. Em 1968, eles descobriram que o VEB pode imortalizar diretamente células B, após a infecção, imitando algumas formas de infecções relacionadas com VEB, e confirmava a relação entre o vírus e a mononucleose infecciosa.

## Pesquisa
Um vírus relativamente complexo, o VEB ainda não foi totalmente compreendido. Laboratórios ao redor do mundo continuam a estudar o vírus e desenvolver novas maneiras de tratar as doenças que ele provoca. Uma forma popular de estudar o VEB in vitro é a utilização de cromossomos artificiais bacterianos. O vírus Epstein–Barr e a sua irmã o vírus SKHV podem ser mantidos e manipulados em laboratório, em latência contínua. Enquanto muitos vírus são considerados a ter essa propriedade durante a infecção do seu hospedeiro natural, eles não têm um sistema de fácil manuseio para o estudo desta parte do ciclo de vida viral. Estudos genômicos de VEB têm sido capazes de explorar reativação e regulação do epissoma viral lítico latente.